# Société italienne des auteurs et éditeurs
La Société italienne des auteurs et éditeurs (en italien : Società Italiana degli Autori ed Editori ou SIAE) est une association publique responsable de la gestion des droits d'auteur en Italie.
Elle a été fondée en 1882 et son siège est situé à Rome.